# Shorea bracteolata
Shorea bracteolata là một loài thực vật thuộc họ Dipterocarpaceae. Tên gọi của loài bracteolata xuất phát từ Latin (bracteolatus = có lá bắc con) để chỉ sự hiện diện thường trực của lá bắc trên cụm hoa. S. bracteolata là một cây gỗ lớn, cao khoảng 50 m, có ở các khu rừng dầu hỗn hợp trên nền đất sét đã cạn sạch nước và đất pha cát. Loài này có ở Sumatra, Malaysia bán đảo, Singapore và Borneo. Chúng hiện đang bị đe dọa vì mất môi trường sống. Gỗ của chúng là một loại gỗ cứng hạng nhẹ được biết đến với tên thương mại là White Meranti.